# Tong Kraham
Tong Kraham (tiếng Khmer: ទង់ក្រហម, UNGEGN: Tóng Krâhâm [tɔŋ krɑːhɑːm]; n.đ. 'Cờ Đỏ') là tạp chí Campuchia đóng vai trò là cơ quan ngôn luận của Đoàn Thanh niên Cộng sản Campuchia. Tạp chí này vốn do Saloth Sar ('Pol Pot') sáng lập khi ông quay trở lại Campuchia vào năm 1966. Tong Kraham được xuất bản bằng tiếng Khmer và đặt theo tên của tờ tạp chí chính luận Hồng Kỳ bên Trung Quốc.